# Bräkne landsfiskalsdistrikt
Bräkne landsfiskalsdistrikt var 1952–1964 ett landsfiskalsdistrikt i Blekinge län, bildat när Sveriges nya indelning i landsfiskalsdistrikt trädde i kraft den 1 januari 1952 (enligt kungörelsen 1 juni 1951). Distriktet skapades genom sammanslagning av de tidigare landsfiskalsdistrikten Asarum och Hoby. Den 1 januari 1965 avskaffades i Sverige samtliga landsfiskaler och landsfiskalsdistrikt, och deras arbetsuppgifter delades upp på de nyskapade indelningarna polisdistrikt, åklagardistrikt och kronofogdedistrikt.
Landsfiskalsdistriktet låg under länsstyrelsen i Blekinge län.

## Ingående områden
Den 1 januari 1962 införlivades Karlshamns stad, dock endast i utsökningshänseende.

### Från 1 januari 1952
- Asarums landskommun
- Bräkne-Hoby landskommun
- Hällaryds landskommun

### Från 1 januari 1962
- Asarums landskommun
- Bräkne-Hoby landskommun
- Hällaryds landskommun
- Karlshamns stad (endast i utsökningshänseende)